# 7788 Цукуба
7788 Цукуба (7788 Tsukuba) — астероїд головного поясу, відкритий 5 грудня 1994 року.
Тіссеранів параметр щодо Юпітера — 3,226.
Названо на честь міста Цукуба (яп. つくば(筑波) цукуба).